# Torenseweg (Stabroek)
De Torenseweg is een straat en kasseistrook in de Belgische provincie Antwerpen tussen Stabroek en Zandvliet. De strook is 1200 meter lang en wordt opgenomen in diverse wielerkoersen, waaronder de Antwerp Port Epic (mannen) en de Antwerp Port Epic (vrouwen). 